# Norihiko Kurahashi
Norihiko Kurahashi (倉橋範彦?, Kurahashi Norihiko; 1º ottobre 1932) è un ex nuotatore giapponese.

## Carriera
Ha partecipato ai Giochi di Helsinki 1952, gareggiando nei 100m dorso.
Ai Giochi asiatici ha vinto 1 argento nell'edizione del 1954.